# Ernesto Pucci
Ernesto Pucci (Chiaravalle Centrale, 8 aprile 1917 – Catanzaro, 10 giugno 2011) è stato un politico italiano.

## Biografia
Avvocato.
Fu deputato alla Camera per sei legislature dal 1958 al 1983 nella Democrazia Cristiana.
Fu sottosegretario di Stato all'interno in quattro governi dal 1970 al 1973 e al Tesoro dal marzo al novembre 1974 nel governo Rumor V. Fu presidente della Giunta delle elezioni della Camera dal 1978 al 1979 e deputato questore dal 1979 al 1983.
Candidato al Senato nel 1983 fu primo dei non eletti e subentrò a Carlo Romei nel 1986, restando senatore fino al 1987.